# Ассельман, Маргерит
Маргерит Ассельман (Хассельманс, фр. Marguerite Hasselmans; 29 мая 1876, Париж — 1947) — французская пианистка, дочь Альфонса Хассельманса, сестра Луиса Хассельманса.
В 1900 г. на премьере оперы Габриэля Форе «Прометей» Ассельман познакомилась с композитором, ровесником её отца, и до самой смерти Форе (в 1924 г.) была его гражданской женой, а во многих случаях и первой исполнительницей его произведений для фортепиано. Ассельман, как указывается в биографиях Форе, была неординарной женщиной для своего времени: она увлекалась философией, курила, читала по-русски.
Маргерит Ассельман также преподавала частным образом (среди её учеников, в частности, Гвендолин Колдофски). Ей посвящена третья тетрадь фортепианного цикла Исаака Альбениса «Иберия».